# Даза (чадский язык)
Даза (также дазава; англ. daza, dazawa) — чадский язык, распространённый в восточных районах Нигерии. Входит в группу боле-тангале западночадской языковой ветви.
Данные о численности говорящих отсутствуют. Язык бесписьменный.

## Классификация
Язык даза как язык кластера боле рассматривается в классификации афразийских языков, предложенной британским лингвистом Роджером Бленчем. Даза вместе с языками гера, герума, дено, буре, куби, гииво (кирфи) и галамбу образует языковое единство, входящее в объединение «a» (северные боле) подгруппы боле группы боле-нгас подветви  западночадских языков A западночадской языковой ветви. 
В классификации чадских языков, приведённой в справочнике языков мира Ethnologue, объединению «a» соответствует поддгруппа языков боле, а подгруппе боле, выделяемой Роджером Бленчем, соответствует группа языков A2 (или боле), напрямую входящая в подветвь A, или западночадскую подветвь (в классификации, опубликованной в лингвистическом энциклопедическом словаре в статье В. Я. Порхомовского «Чадские языки»,  а также в классификации, рассматриваемой в работе С. А. Бурлак и С. А. Старостина «Сравнительно-историческое языкознание», группа боле упоминается под названием боле-тангле, или боле-тангале).
В справочнике Ethnologue и в базе данных по языкам мира Glottologязык даза представлен как неклассифицированный. В первом онлайн-справочнике язык даза включён в западночадскую подветвь языков A, но место его среди групп этой подветви не указывается. Во втором онлайн-справочнике язык даза описывается как незасвидетельствованный афразийский язык, место которого в чадской семье языков не уточняется.

## Общие сведения
Область распространения языка даза размещена в восточной Нигерии на территории штата Баучи, в районе Даразо. По данным Роджера Бленча носители языка даза живут в нескольких селениях указанного района. Ареал даза со всех сторон, кроме северо-западной, окружён областью распространения близкородственного западночадского языка хауса. С северо-запада к ареалу языка даза примыкает ареал другого западночадского языка бееле. Сведения о численности языка в изданиях, включающих даза в число западночадских языков, не приводятся.
Согласно данным сайта Ethnologue, степень сохранности языка даза  оценивается как «устойчивая», что означает использование языка в бытовом общении всеми поколениями его носителей и стабильную передачу языка детям. Стандартной формы у языка даза нет.